# Staatsmijn Emma

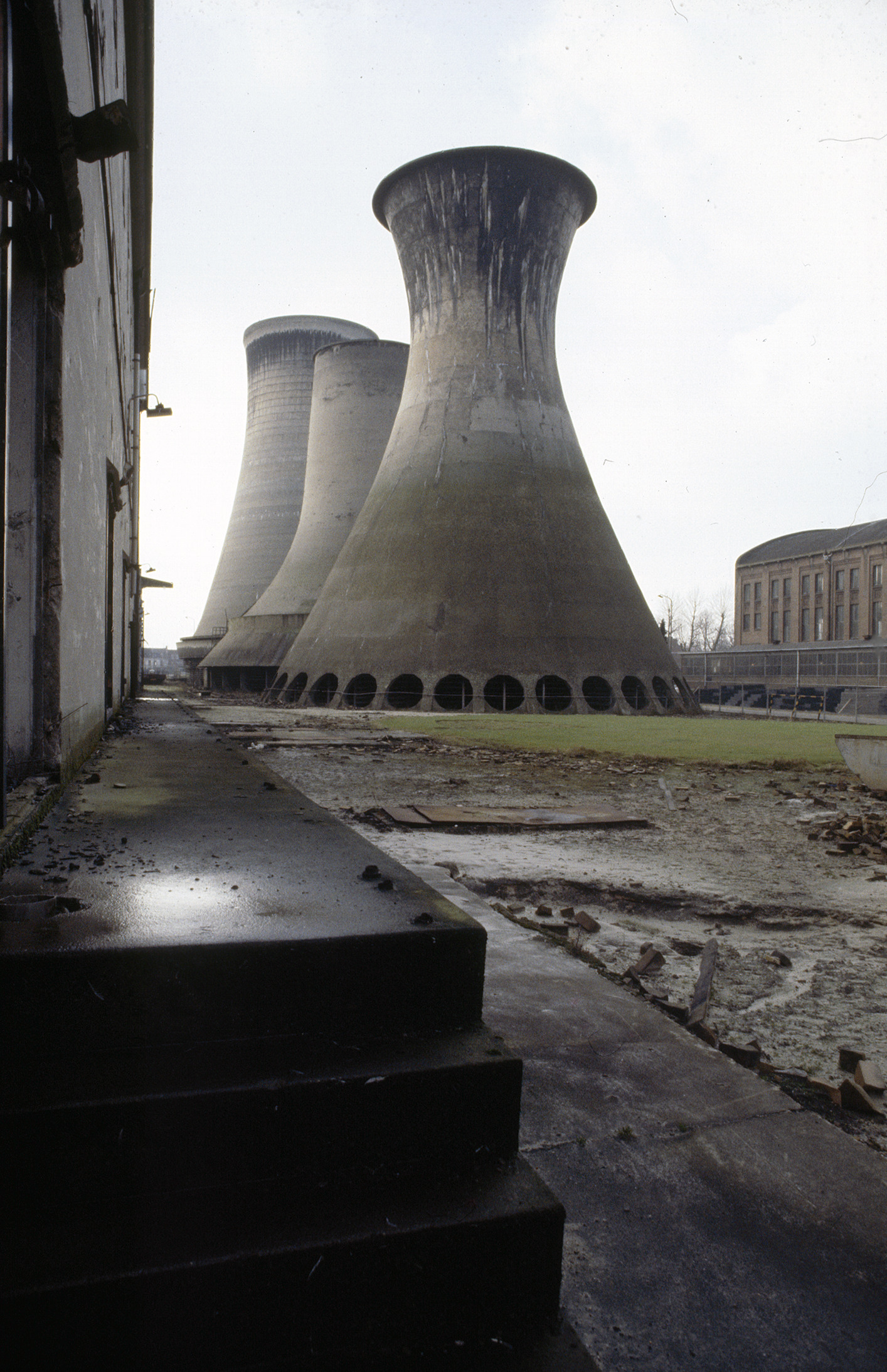
De eerste van Itersonkoeltorens bepaalden lange tijd het aanzicht van de Emma, zij stonden ook op het oude logo van de Staatsmijnen

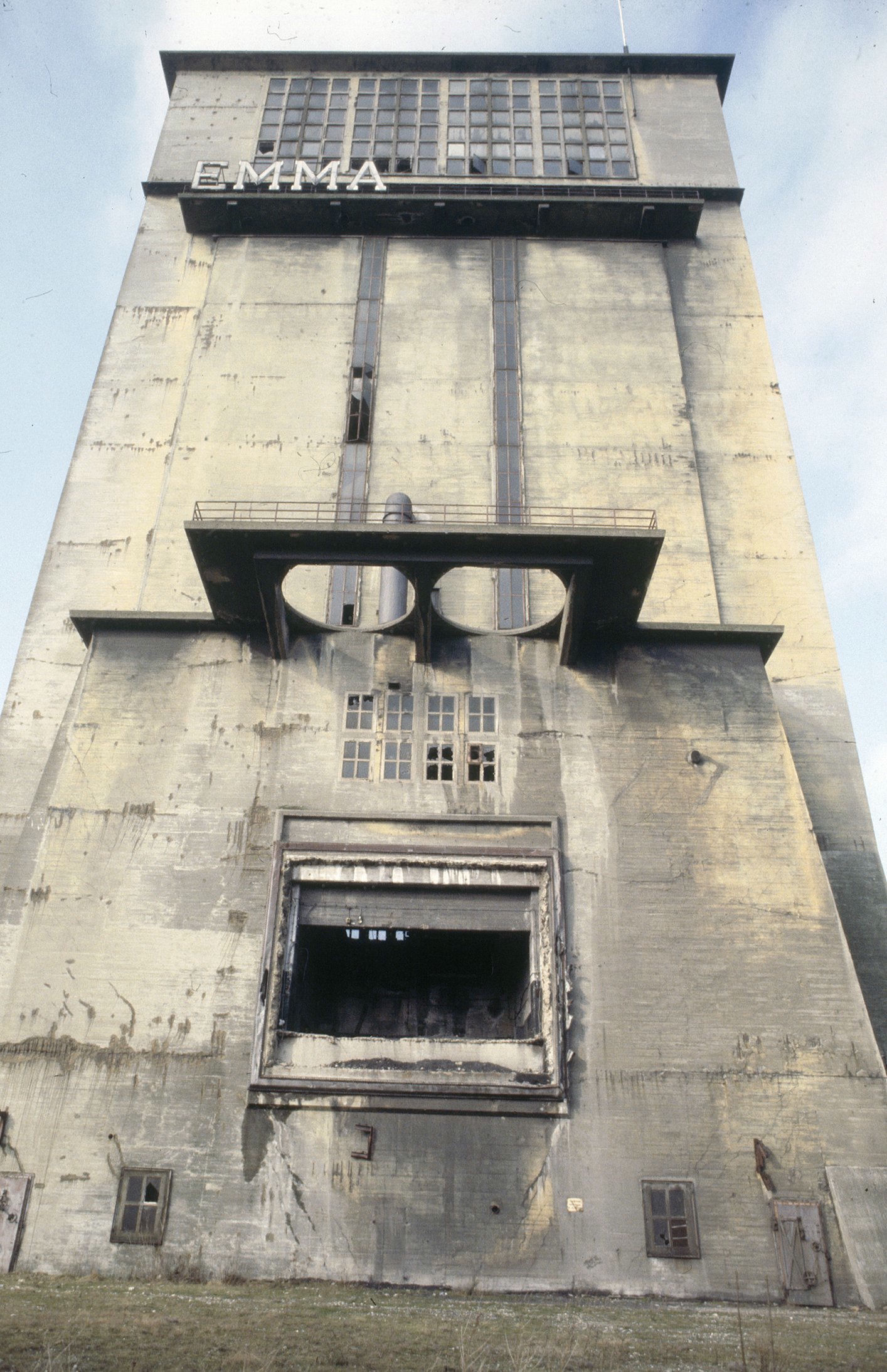
De betonnen schachttoren van schacht III vlak voor de sloop op 28 oktober 1983

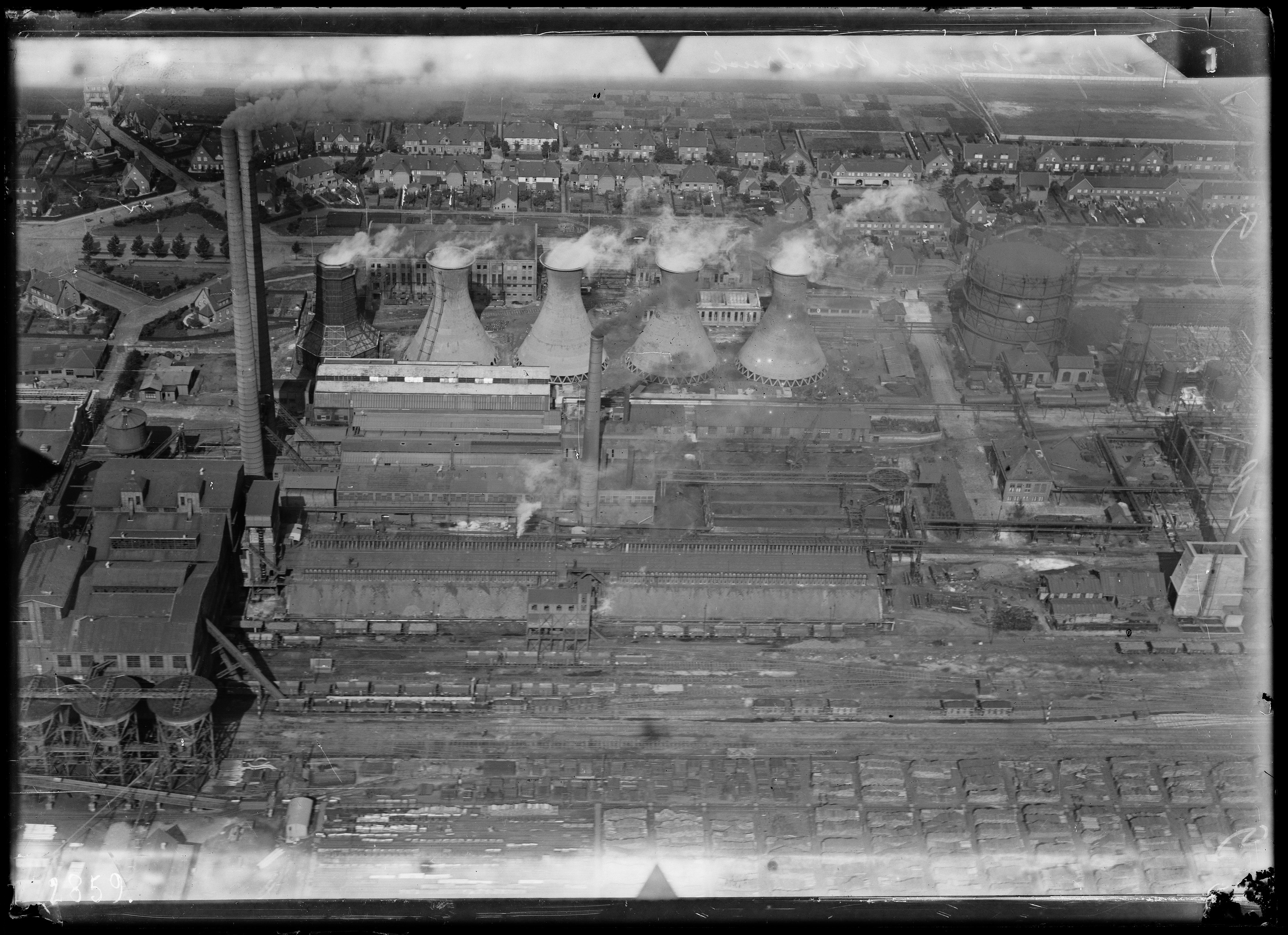
Staatsmijn Emma in bedrijf (1920-1940).

De Staatsmijn Emma, vernoemd naar de moeder van de toenmalige koningin Wilhelmina, was een Nederlandse steenkolenmijn in het Zuid-Limburgs steenkoolbekken die van 1911 tot 1973 gevestigd was tussen Treebeek (destijds gemeente Heerlen, thans gemeente Brunssum) en Hoensbroek (thans gemeente Heerlen). Staatsmijn Emma, waar voornamelijk vetkool werd gewonnen voor industrieel gebruik, was de op een na grootste steenkolenmijn van Nederland. De mijn beschikte over vijf verdiepingen die waren aangelegd op 325, 410, 546, 700 en 855 meter onder de oppervlakte. Met meer dan 109 miljoen ton steenkool bereikte ze de hoogste totale nettoproductie van alle mijnen in Nederland.

## Geschiedenis
De mijn bezat aanvankelijk twee schachten die uitgerust waren met traditionele stalen schachtbokken; open staalconstructies voorzien van grote wielen om de schachtkabels naar de kooien en de nabijgelegen ophaalmachines te leiden. De elektrisch aangedreven ophaalmachines waren voorzien van een Koepesysteem.
In 1939 vond een eerste belangrijke uitbreiding plaats met de aanleg van schacht III. De schacht, voornamelijk bestemd voor kolentransport, werd ingericht als uittrekkende schacht. De betonnen schachttoren boven de schacht was voorzien van een geïntegreerde ophaalmachine. Schacht III was een dubbele schacht, dat wil zeggen dat men in iedere schachthelft een complete ophaalinrichting kon aanbrengen. Aanvankelijk werd voor het schachtvervoer alleen gebruikgemaakt van liftkooien in schachthelft III B, gelegen aan de Treebeekzijde. Om de capaciteit van de schacht voor het vervoer van steenkool te vergroten werden in 1950 de beide kooien vervangen door een skip. Dit is een grote laadbak waarmee de steenkool, geheel automatisch, naar de losvloer wordt getransporteerd. Skipvervoer van steenkool is efficiënter dan het gebruikelijke transport met behulp van mijnwagens. Het vervoer is niet alleen sneller, ook is er door het ontbreken van het gewicht van de mijnwagens, een aanzienlijke vermindering van de dode last. Een nadeel is dat personenvervoer niet mogelijk is met een skip.
In 1962 werd ook schachthelft III A (Hoensbroekzijde) in gebruik genomen en eveneens ingericht voor skipvervoer. Deze installatie bestond niet uit twee skips zoals in III B, maar slechts uit één grote brede skip, echter met contragewicht. Hiermee was het mogelijk per trek 25 ton kolen vanaf alle verdiepingen te vervoeren. Samen met de bestaande skipinstallatie in schachthelft III B (10 ton per trek) werd de totale vervoerscapaciteit van de schacht vergroot tot 1200 ton per uur.
In 1966 werd eveneens schacht II van de mijn verbouwd tot skipschacht. Deze had een capaciteit van 14 ton kolen per trek. Als contragewicht diende een enorme liftkooi van zes verdiepingen, deze werd gebruikt voor personen- en materiaalvervoer.
Omdat de oorspronkelijke schachten ver buiten het centrum van de concessie lagen, werd de afstand tussen de schachten en de toekomstig te ontginnen kolenvelden te groot. Er werd daarom besloten een vierde schacht aan te leggen. In 1947 werd in Schinnen gestart met de aanleg van schacht IV, na veel vertraging werd deze in 1956 opgeleverd. De schacht die ongeveer 6½ kilometer van de overige drie schachten van de Emma verwijderd lag, was voorzien van een 46 meter hoge, betonnen schachtbok met geïntegreerde ophaalmachine en traditionele liftkooien. Schacht IV was aanvankelijk hoofdzakelijk bestemd voor het omlaag brengen van waschberger, gebroken afvalsteen afkomstig van de wasserij. Deze stenen werden bovengronds via een dubbel stel valpijpen in de schacht, naar de ondergrondse bunkers op de 325 en 410 meter verdieping gestort. De stenen werden gebruikt om de ontkoolde pijlers op te vullen, waardoor instorting werd voorkomen, hiermee werd getracht mijnschade bovengronds te beperken. Vanaf 1961 werd de schacht ook voor personentransport gebruikt. Nadat in 1963 de kolenwinning van de schuine lagen in het 'zadel van Puth' werd gestaakt kwam het personenvervoer van schacht IV stil te liggen. Daarna bleef de schacht tot aan de sluiting in gebruik als intrekkende ventilatieschacht.
De Emma was vanaf 1947 door middel van een 13 kilometer lange steengang verbonden met de Staatsmijn Maurits te Geleen (thans gemeente Sittard-Geleen). In 1963 werd de mijn geïntegreerd met de Staatsmijn Hendrik te Brunssum, waarmee ze sinds 1956 ondergronds verbonden was. De samengevoegde mijnen gingen verder onder de naam  Staatsmijn Emma-Hendrik.
Veel mensen uit Hoensbroek en omgeving waren werkzaam op deze mijn. Op haar hoogtepunt werkten er ongeveer 10.000 mensen, waarvan circa 6000 ondergronds. Na de sluiting in 1973 nam de werkgelegenheid fors af, en heerste er grote werkloosheid in deze regio.

### Mijnberg
Met de ontginning van de steenkolenlagen ontstond er onbruikbaar steenafval afkomstig uit de steengangen en de wasserij die men via het mijnspoor vanaf Emma via Staatsmijn Hendrik naar de gezamenlijke Steenberg Emma-Hendrik transporteerde. Op de steenstort Mauritsberg van de Staatsmijn Maurits na, was de steenberg Emma-Hendrik de grootste in Nederlands Zuid-Limburg.

### Sloop
De imposante schachttoren van schacht III van de Emma was met zijn 63 meter hoogte destijds een blikvanger in deze regio. Op vrijdag 28 oktober 1983, na 10 jaar uitstel en conservatie in afwachting van een eventuele heropening van de ondergrondse werken (omdat het reserveconcessieveld Emma-Noord als strategische reserve nooit ontgonnen was), werd de schachttoren alsnog gesloopt. Door een technische fout werden bij het opblazen van de schachttoren grote betonnen brokstukken meer dan 250 meter in de omgeving weggeslingerd. Hierbij werden vele gebouwen beschadigd, waaronder woonhuizen en het gebouw van de voormalige mijnpolitie, dat dusdanige schade opliep dat het moest worden gesloopt. Drie politieagenten raakten gewond, verschillende buurtbewoners verkeerden in shocktoestand en volgens burgemeester Louw Hoogland van Brunssum was het een wonder dat er geen doden waren gevallen. De van Itersonkoeltorens werden in 1985 gesloopt hoewel ze tot rijksmonument waren uitgeroepen.

## Tegenwoordig
Het Emmaterrein, inmiddels gemeente Brunssum werd gedurende lange tijd gesaneerd in verband met vervuiling door onder meer polycyclische aromatische koolwaterstoffen (PAKs). Hierbij speelde de discussie wie verantwoordelijk was voor de vervuiling: DSM (als de opvolger van de staatsmijnen) of de overheid (omdat milieuregelgeving nieuw was).
Op het grote terrein van deze voormalige mijn is tegenwoordig een woonwijk, een park en een industrieterrein gevestigd. Ook ligt er een weg die Brunssum met Hoensbroek verbindt. De plek van schacht III van de mijn is gelegen onder het pleintje aan de voorzijde van verzorgingshuis EmmaStaete. Onder het pleintje ligt het betonnen deksel van de gedempte schacht.
De laatste bedrijfsgebouwen van de Staatsmijn Emma werden in 1994 gesloopt. Deze gebouwen waren het voormalige OVS-gebouw en het Centraal Proefstation.

## Trivia
- Het ondergrondse concessieveld van de Staatsmijn Emma besloeg een oppervlakte van 7.235 hectare.
- Hoewel de vestigingsplaats van Staatsmijn Emma werd aangeduid als Treebeek of Hoensbroek, heeft de mijn gedurende de gehele periode van haar bestaan gelegen op grondgebied van de gemeente Heerlen, waardoor het aantal mijnen in deze gemeente uitkwam op vier.
- In 1910 kwam een spoorverbinding tot stand vanaf de Staatsmijn Emma naar het station Nuth. Hierdoor was deze mijn en ook de latere staatsmijn Hendrik aangesloten op de spoorlijn Heerlen-Sittard. Later is deze spoorlijn uitgebreid naar Staatsmijn Maurits en de havens aan het Julianakanaal, de Mijnspoor Staatsmijn Maurits - Staatsmijn Hendrik. Rond 1980 is de lijn inclusief kunstwerken tussen het Geleenbeekdal en de staatsmijn verwijderd. Wel is het spoortracé terug te vinden in de bebouwing (groenlint) van Hoensbroek. Een tastbaar overblijfsel van de lijn is het overwegwachterhuisje gelegen aan de voormalige overweg Schuureikenberg in Hoensbroek.
- De bezoekers aan de Steenkolenmijn Valkenburg beginnen hun rondleiding in een filmzaal waar een oude promotiefilm van Staatsmijnen/DSM, opgenomen vlak voor de sluiting in 1973 op de Staatsmijn Emma; De mannen van de 546, wordt vertoond.